# Lenbachhaus

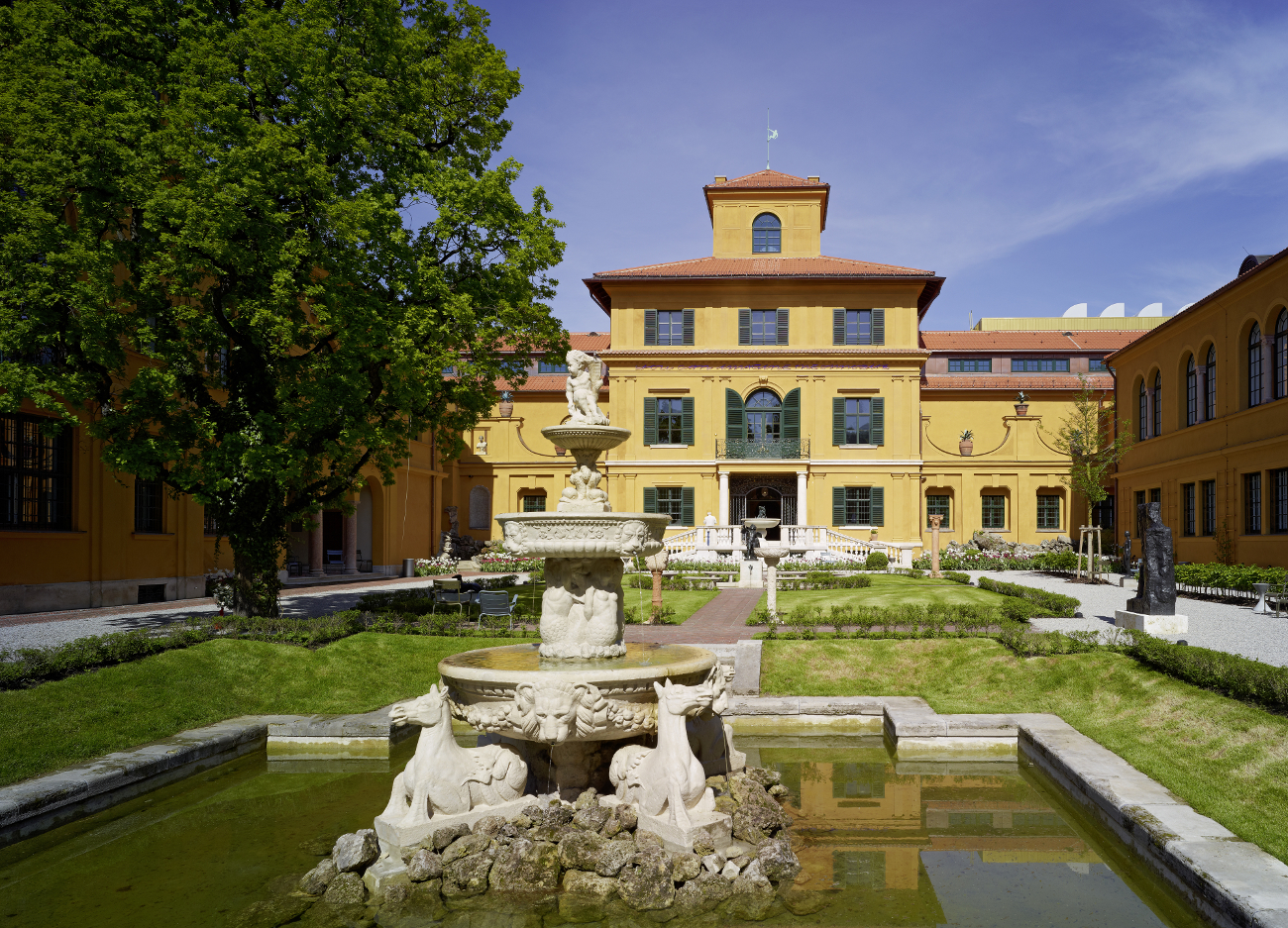
A Lenbachhaus: Jardim e entrada principal.

A Galeria municipal da Lenbachhaus (Städtische Galerie im Lenbachhaus) é um museu de arte de Munique, capital da Baviera. Fica num edifício declarado monumento histórico-artístico, a Vila do "Príncipe dos pintores", Franz von Lenbach. 
Foi construída entre 1887 e 1891, de acordo com um design de Gabriel von Seidl e foi ampliada por Hans Grässel entre 1927 e 1929, e novamente entre 1969 e 1972 por Heinrich Volbehr e Rudolf Thönessen. Algumas das salas foram mantidas no seu estado original e podem ser objeto de uma visita guiada.

## Coleção

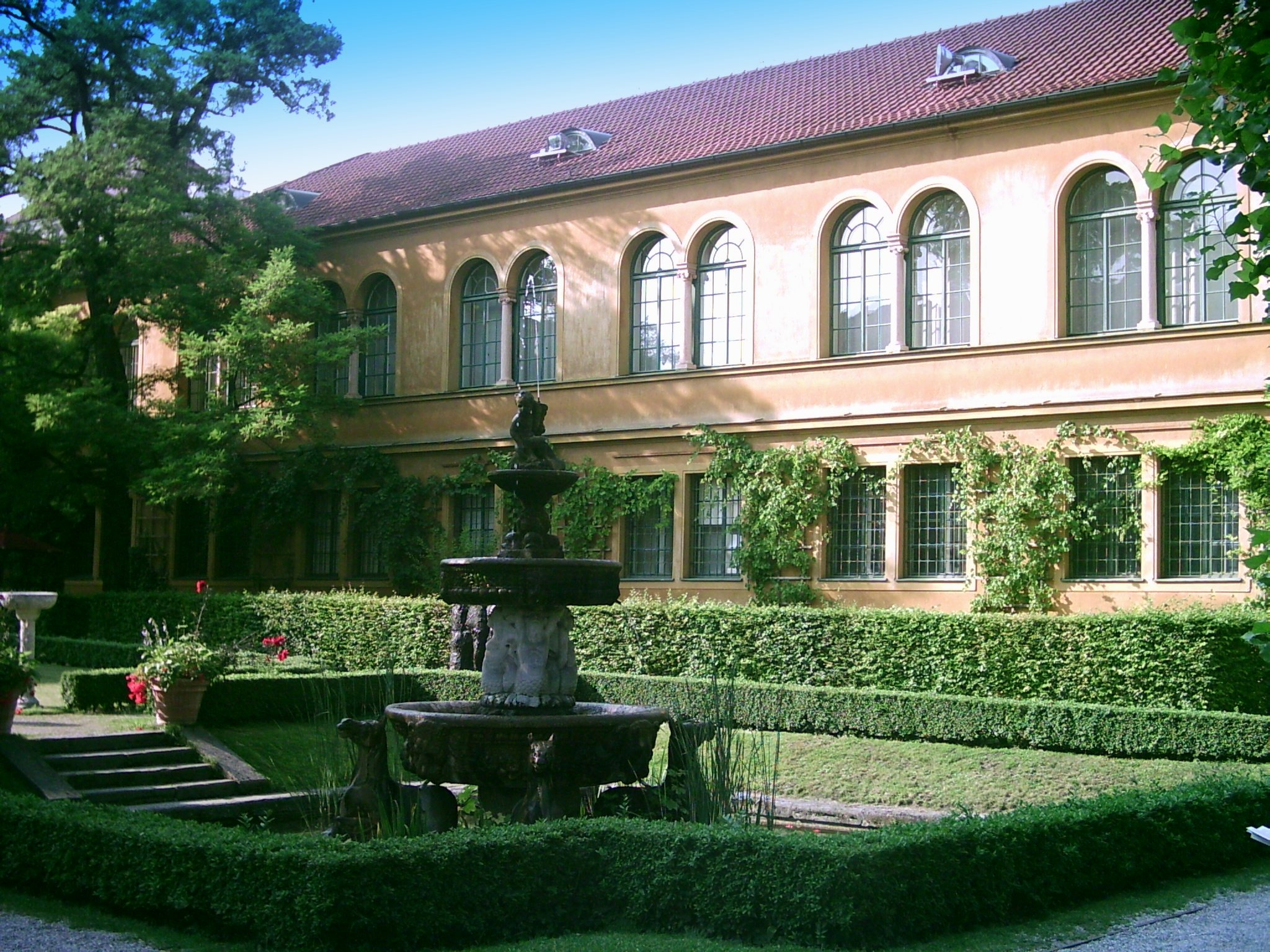
A ala norte do complexo.

O Museu exibe principalmente obras de pintores que moraram em Munique, em especial entre os séculos XVIII e XIX. A Lenbachhaus possui, entre outras obras, as de Jan Polack, Christoph Schwarz, Georges Desmarees ("Condessa Holstein" 1754), Wilhelm von Kobell, Johann Georg von Dillis, Carl Rottmann, Carl Spitzweg, Eduard Schleich, Carl Theodor von Piloty, Franz von Stuck, Franz von Lenbach, Friedrich August von Kaulbach, Wilhelm Leibl, Wilhelm Trübner e Hans Thoma. Na ala norte pode ser vista a pintura do círculo da chamada Escola de Munique do século XIX. 
Também se expõem obras de membros da Secessão de Munique, fundada em 1892, como Lovis Corinth, Max Slevogt e Fritz von Uhde.
A Lenbachhaus deve o seu renome como um museu de categoria internacional, sobretudo, à sua coleção única de obras do grupo Der Blaue Reiter, com muitas pinturas de Alexei von Jawlensky, Wassily Kandinsky, Gabriele Münter, Franz Marc, August Macke, Marianne von Werefkin e Paul Klee. 
Junto a estas, a Lenbachhaus exibe também obras da Nova objetividade, com trabalhos de Christian Schad, Rudolf Schlichter, etc. 

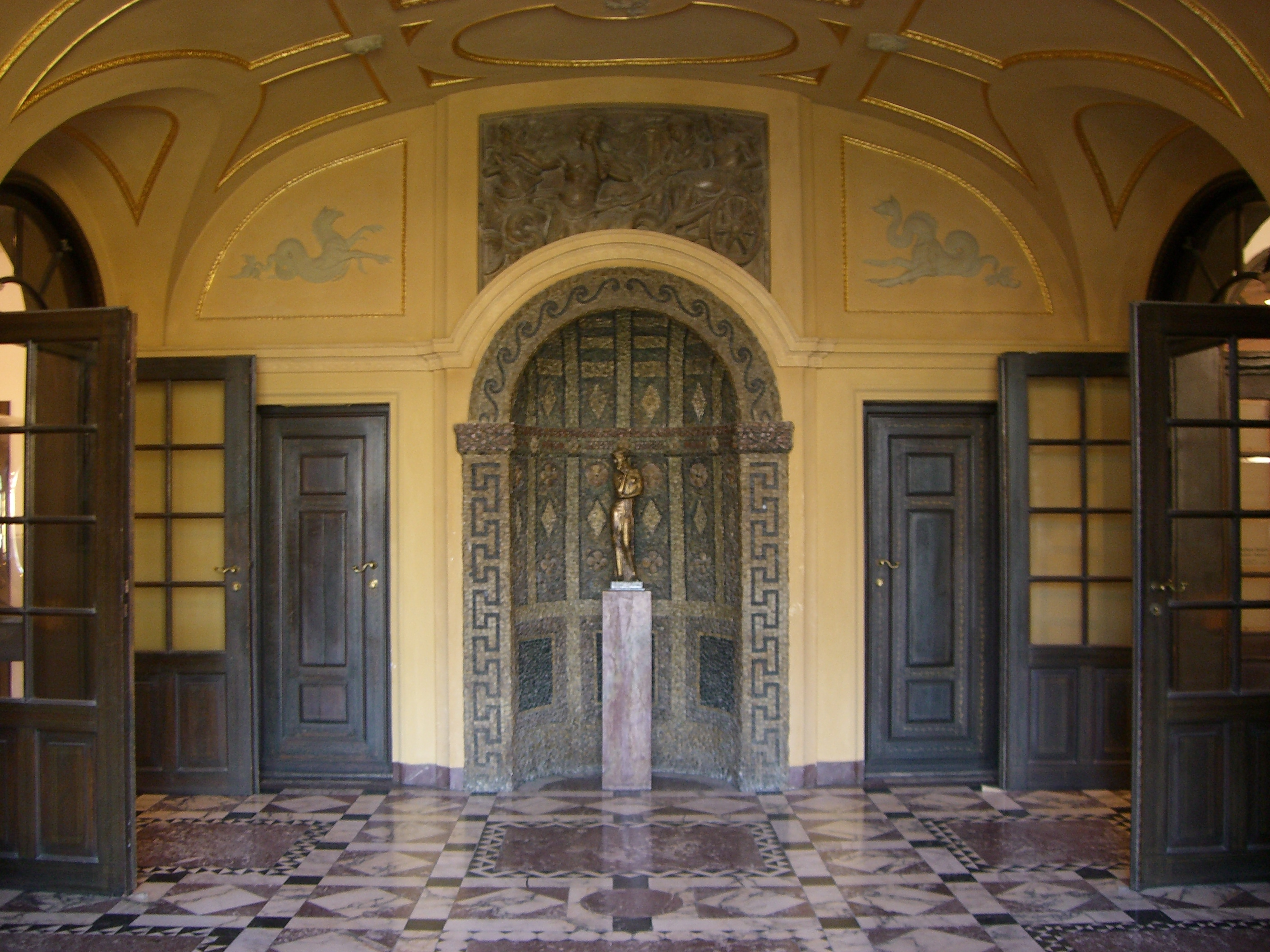
Salão de entrada.

Em outras salas ocorrem exposições temporárias. Desde a década de 1970 o museu começou a prestar atenção às tendências e artistas do presente âmbito artístico e a colecionar obras de arte contemporâneas. O museu concentra-se nas suas novas aquisições, em trabalhos de artistas individuais, para depois exibi-los em grupos de trabalho. Uma importante novidade foi a aquisição em 1979 da instalação Mostra as tuas feridas de Joseph Beuys. 
Seguiram espaços instalados e grupos de trabalho, entre outros de Franz Ackermann, Dennis Adams, Christian Boltanski, James Coleman, Lovis Corinth, Thomas Demand, Olafur Eliasson, Valie Export, Dan Flavin, Günther Förg, Günther Fruhtrunk, Rupprecht Geiger, Isa Genzken, Liam Gillick, Katharina Grosse, Michael Heizer, Andreas Hofer, Jenny Holzer, Stephan Huber, Asger Jorn, Ellsworth Kelly, Anselm Kiefer, Alfred Kohler, Michaela Melian, Gerhard Merz, Maurizio Nannucci, Roman Opalka, Sigmar Polke, Arnulf Rainer, Gerhard Richter, Michael Sailstorfer, Richard Serra, Katharina Sieverding, Andy Warhol, Lawrence Weiner, Wiener Aktionisten e Martin Wöhrl.

### Algumas obras de arte da coleção

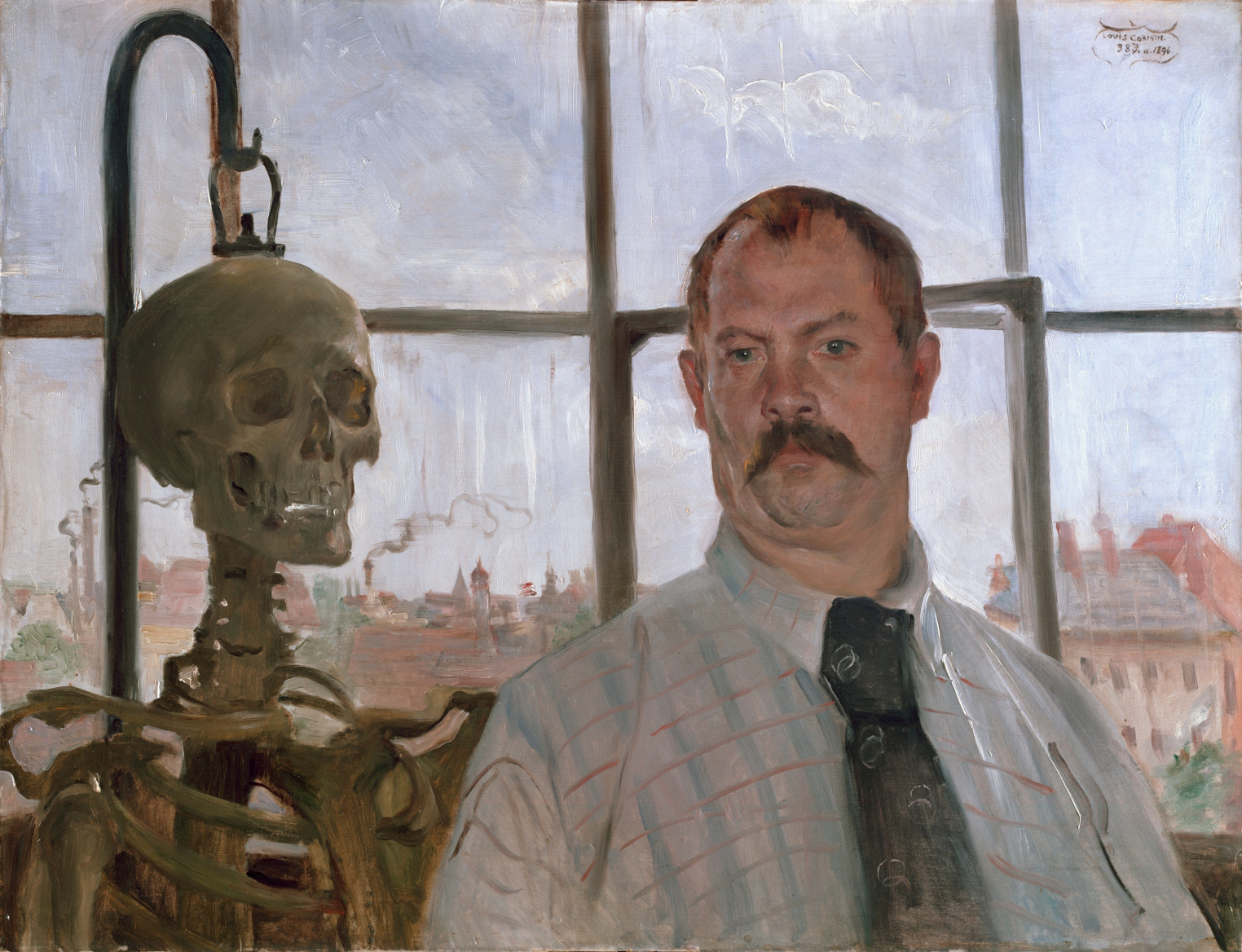
Lovis Corinth Autorretrato com esqueleto, 1896
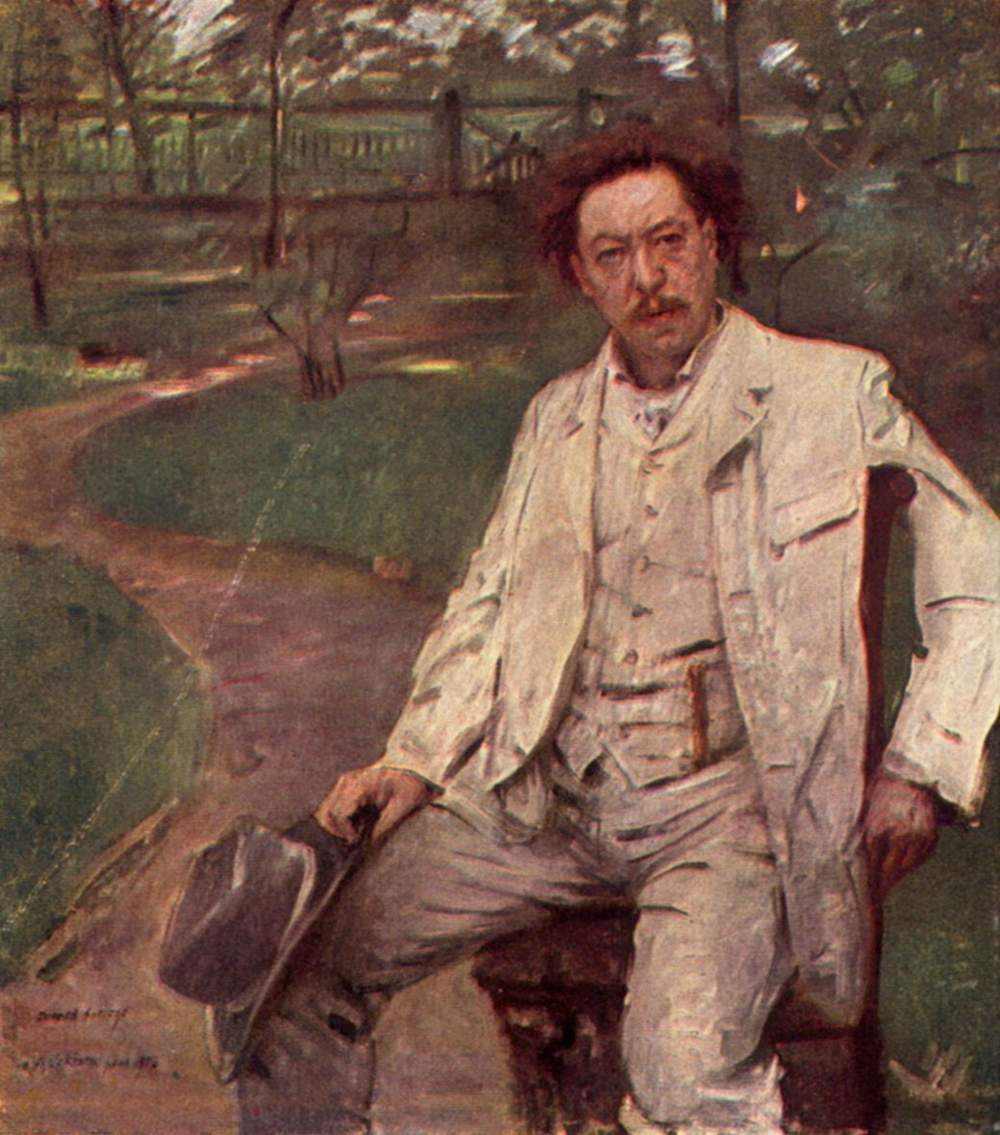
Lovis Corinth Retrato do pianista Conrad Ansorge, 1903
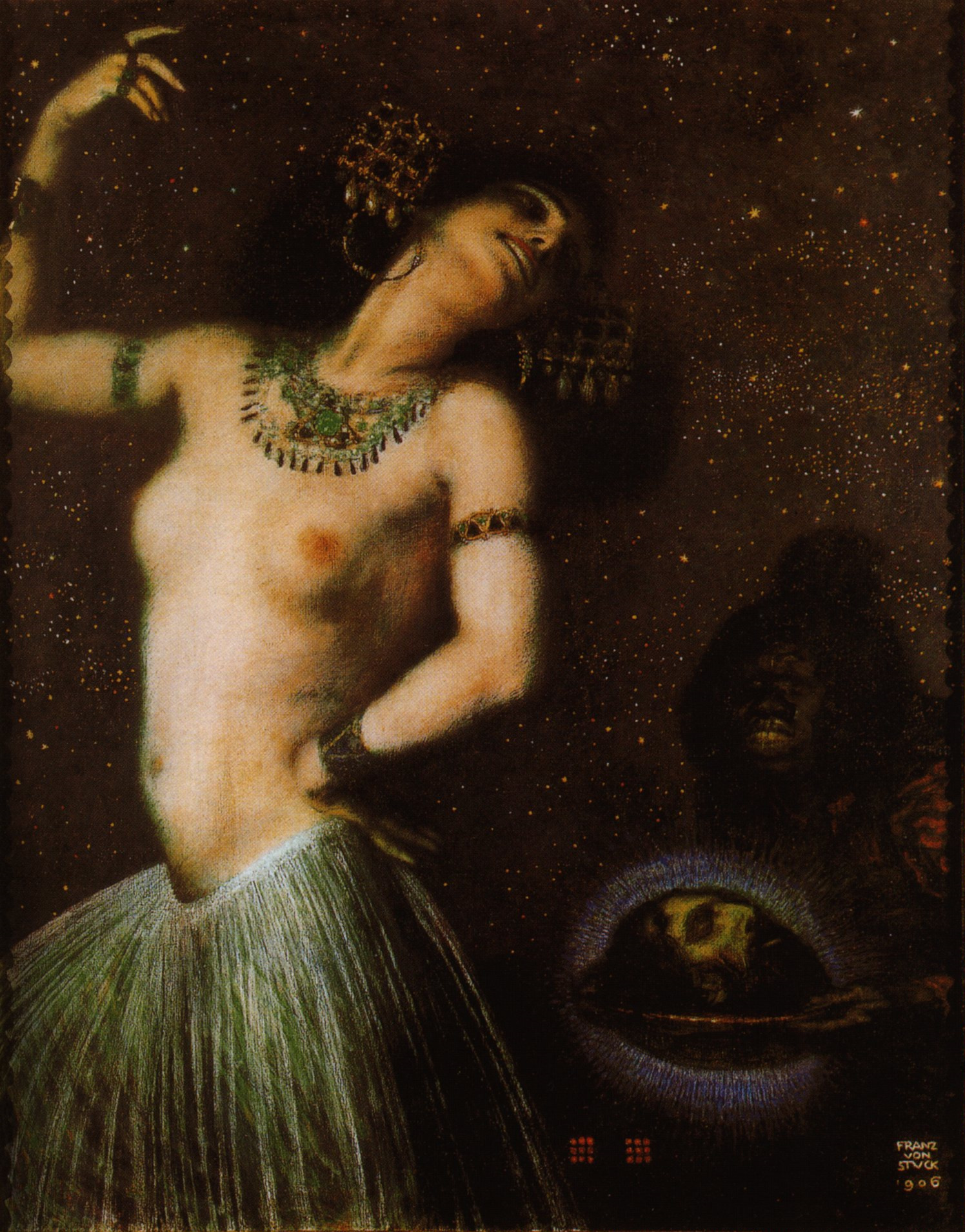
Franz von Stuck Salome, 1906
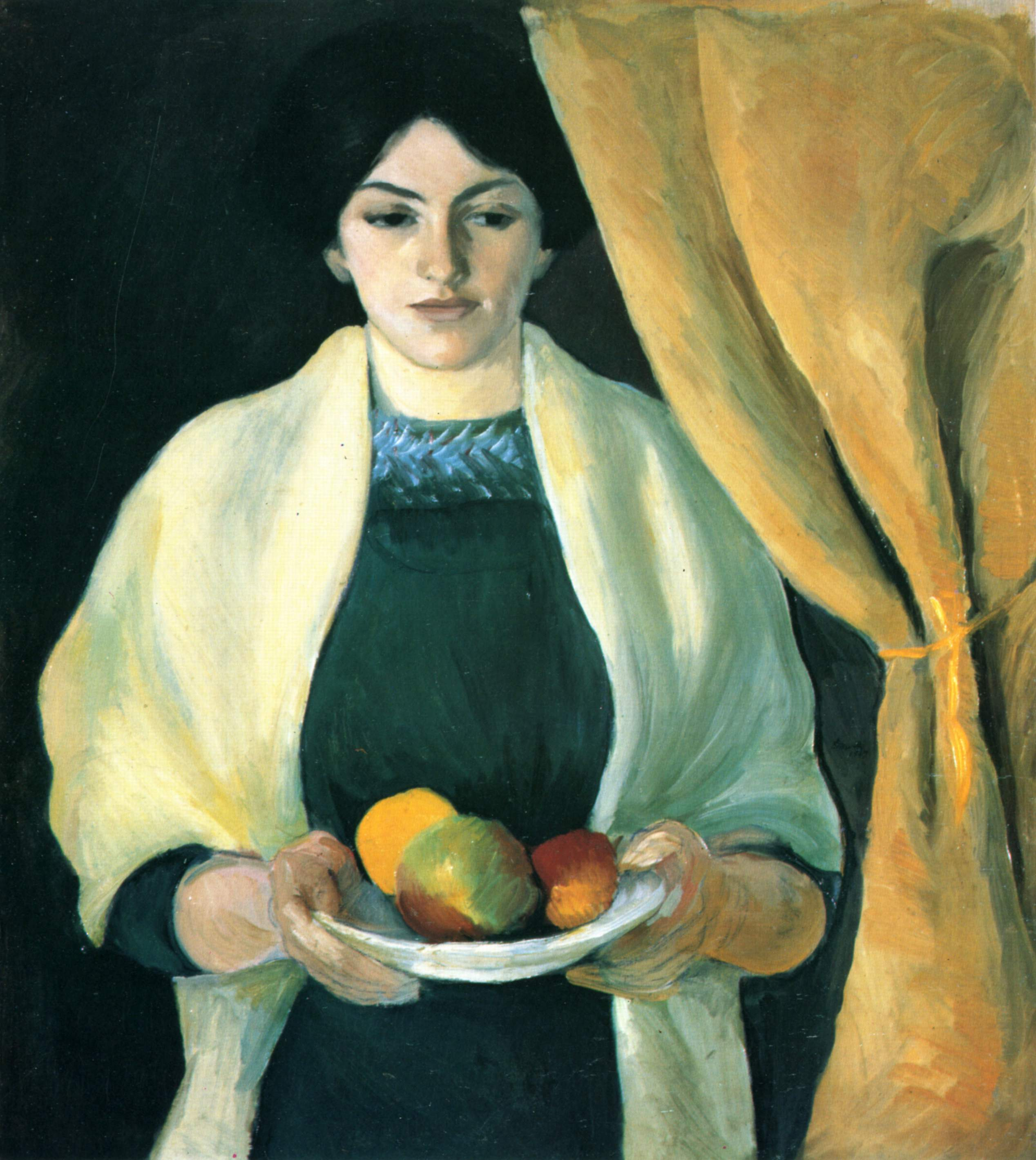
August Macke Retrato com maçã, 1909
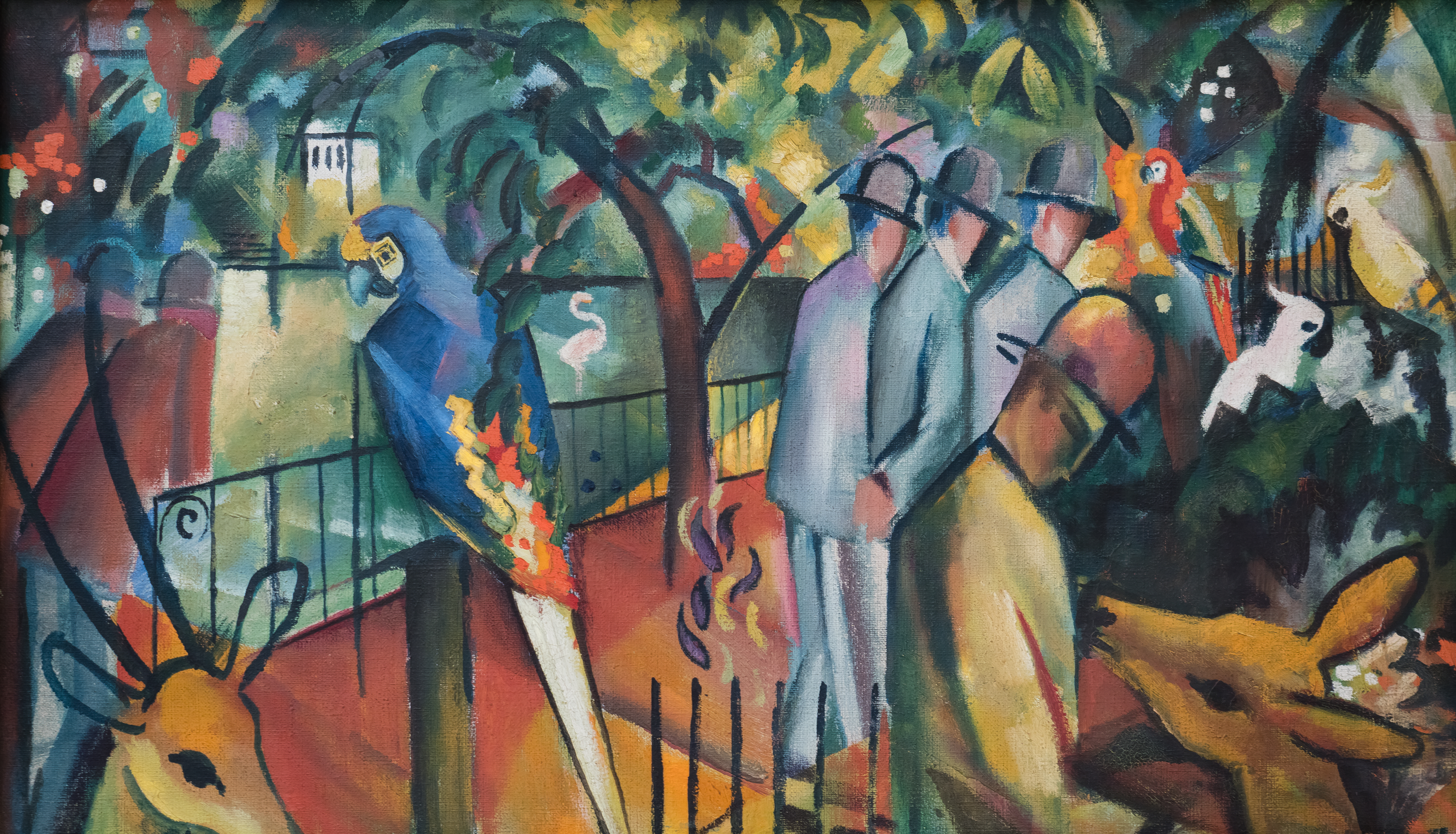
August Macke Jardim zoológico I, 1912
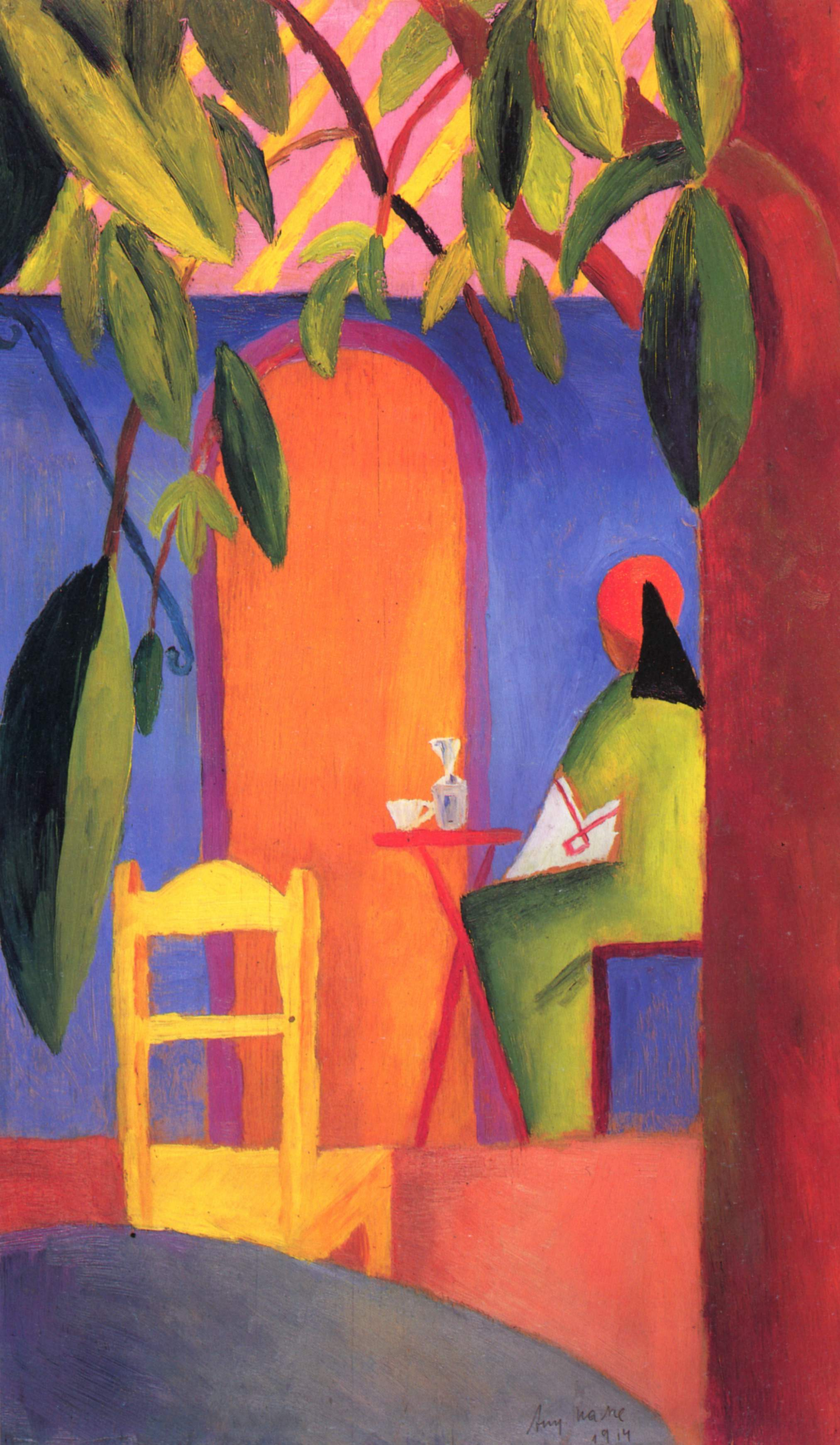
August Macke Café turco, 1914
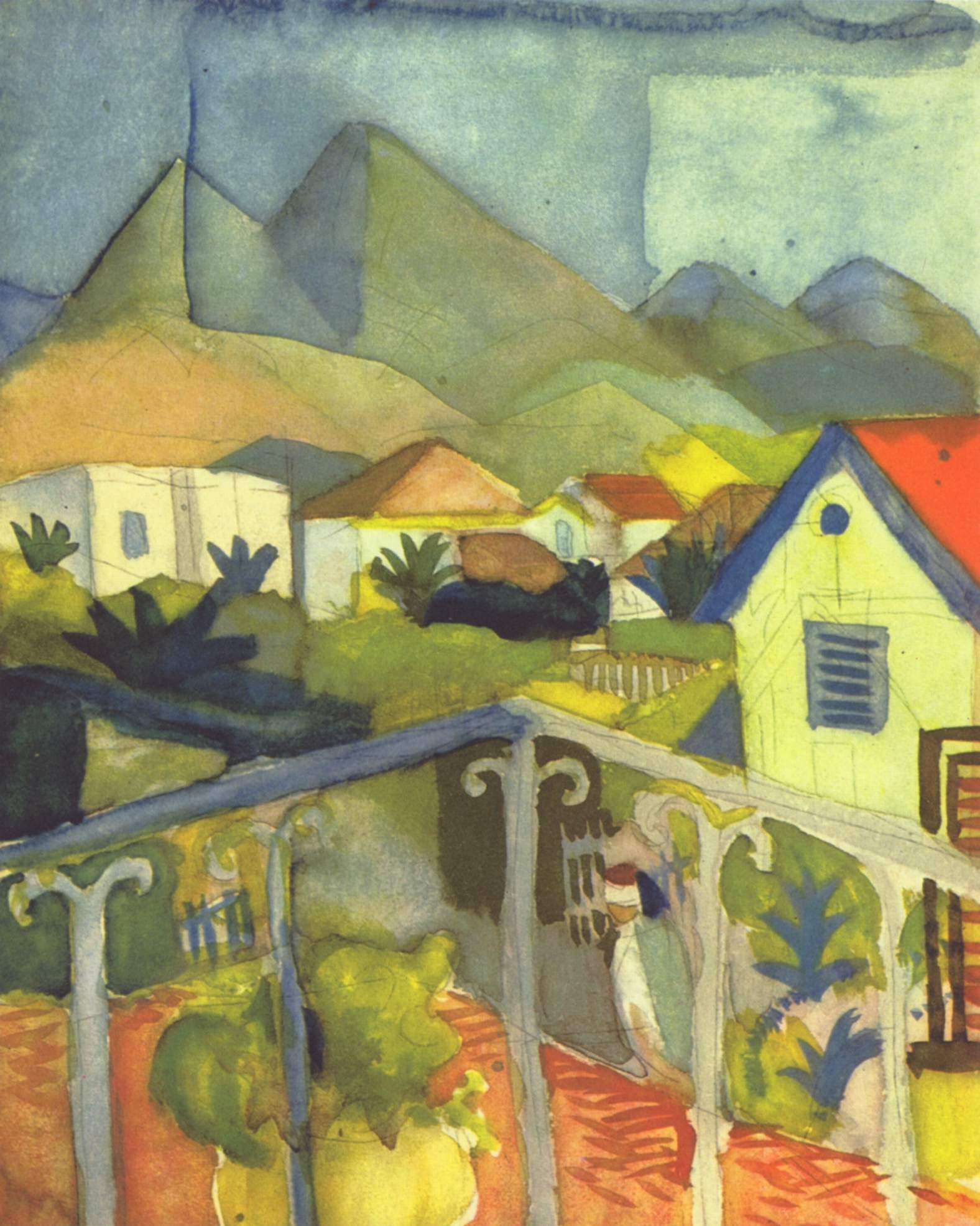
August Macke Saint Germain na Tunísia, 1914
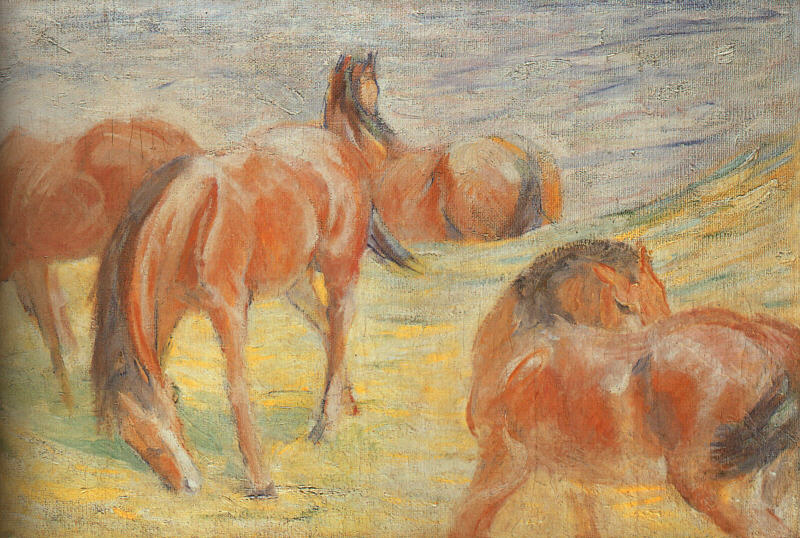
Franz Marc Cavalos pastando I, 1910
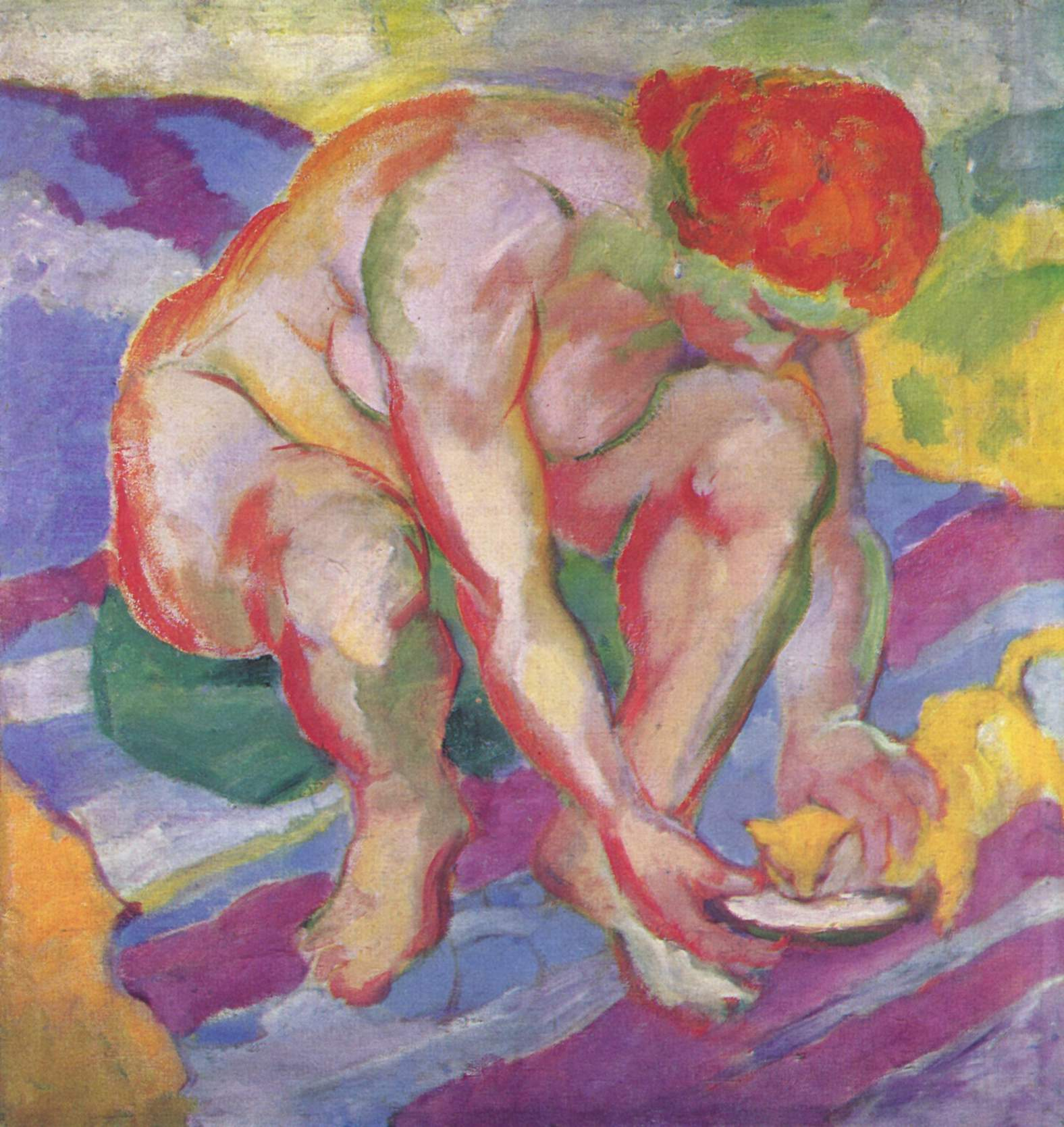
Franz Marc Nu com gato, 1910
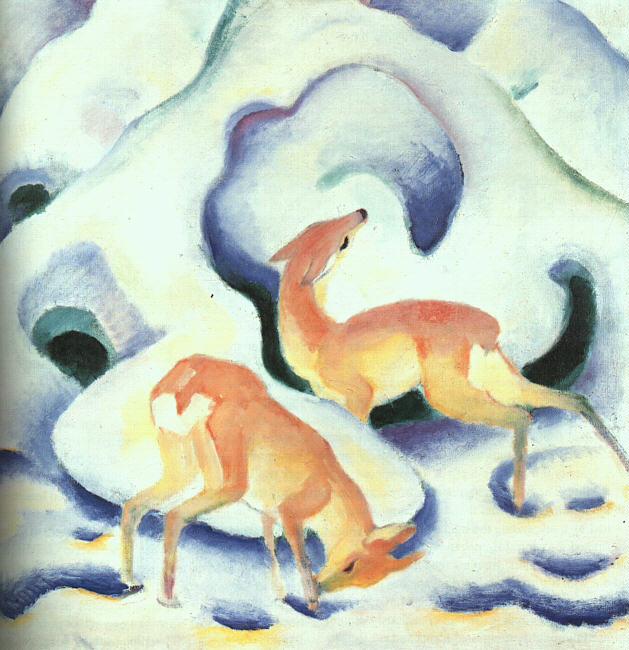
Franz Marc Corço na neve, 1911
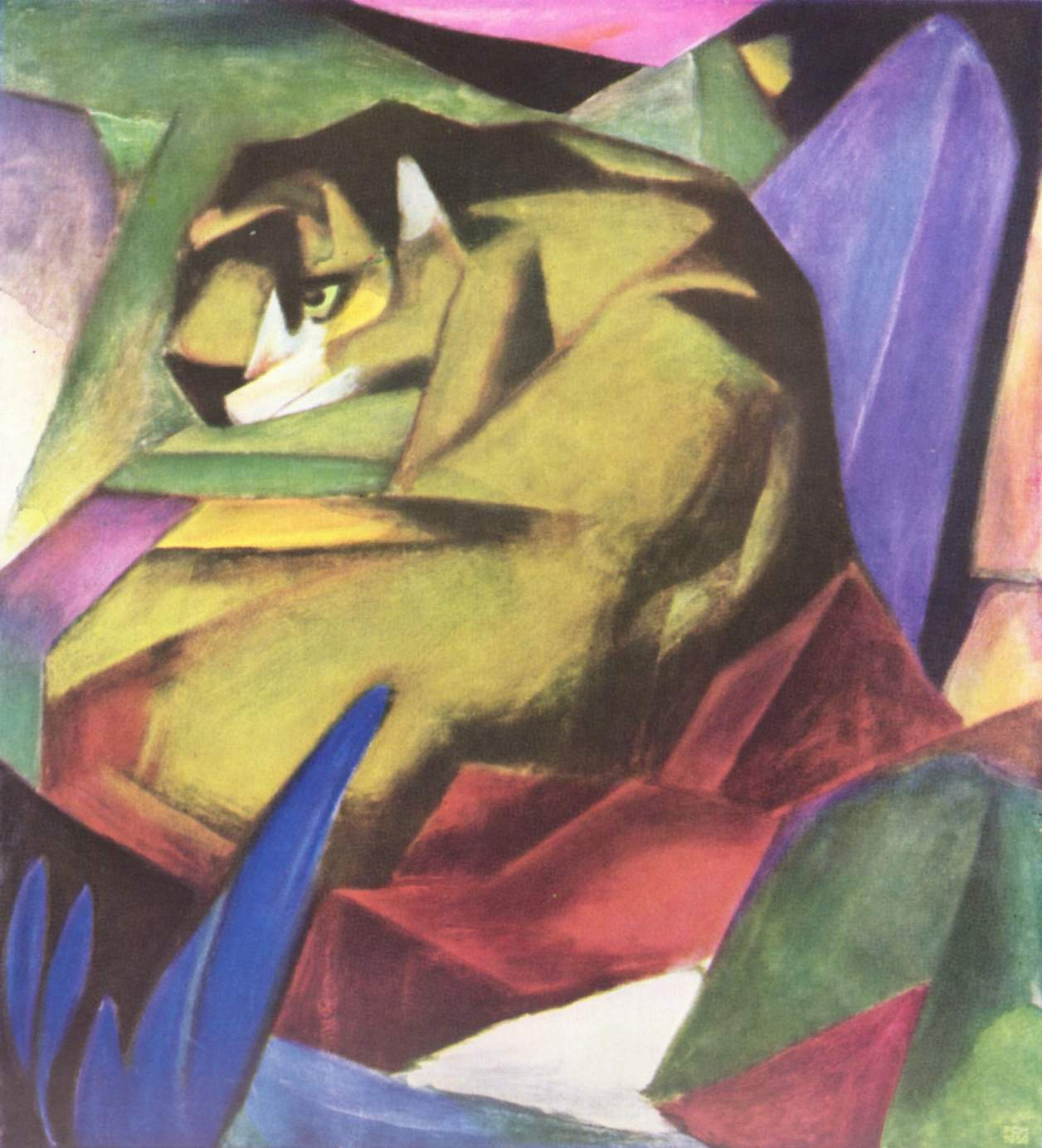
Franz Marc O tigre, 1912
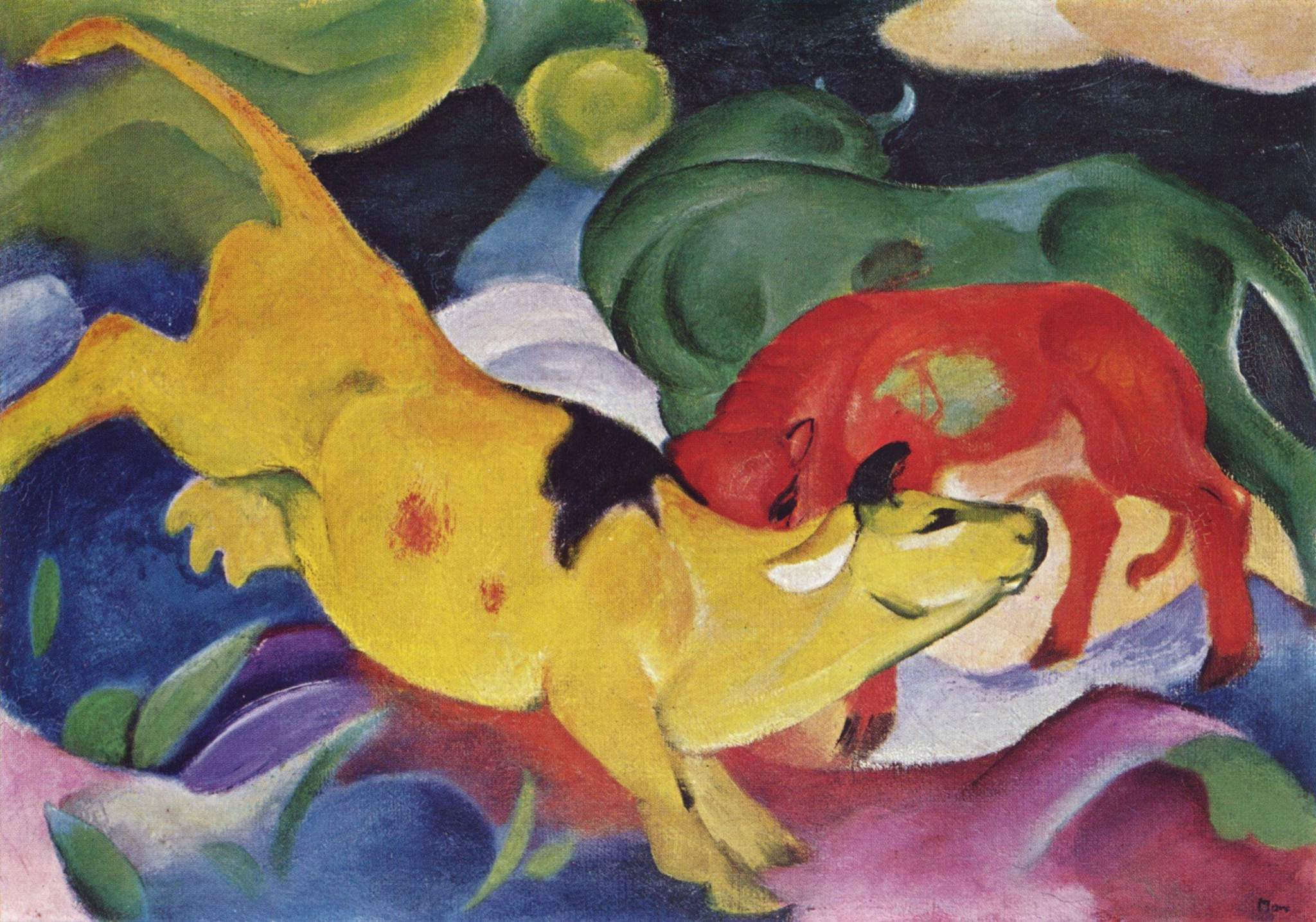
Franz Marc Vacas em amarelo, vermelho e verde, 1912

## Edifício da arte

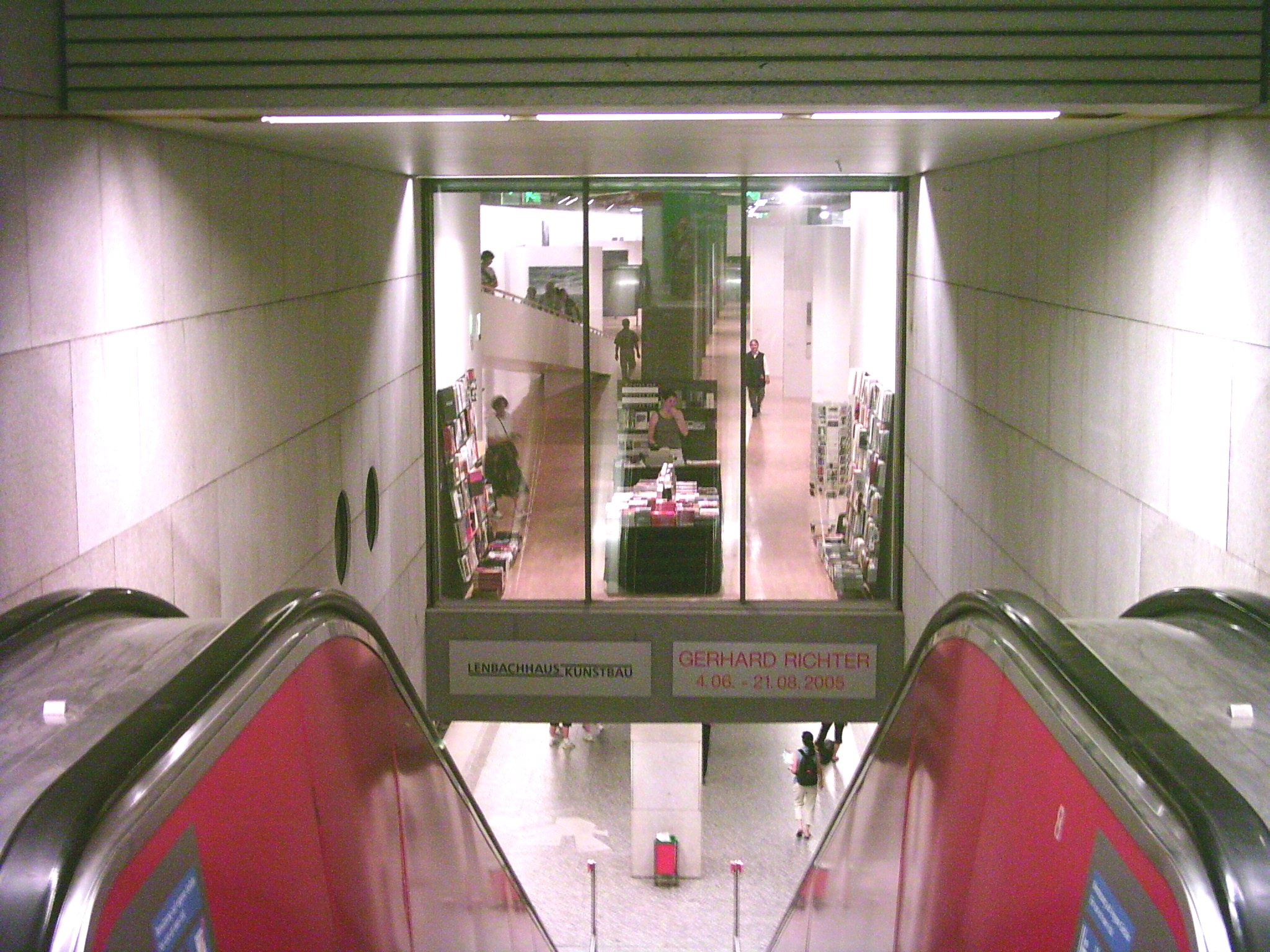
Vista do piso fechado da estação de Metro Königsplatz no "edifício de arte" com a exposição retrospectiva de Gerhard Richter, 2005.

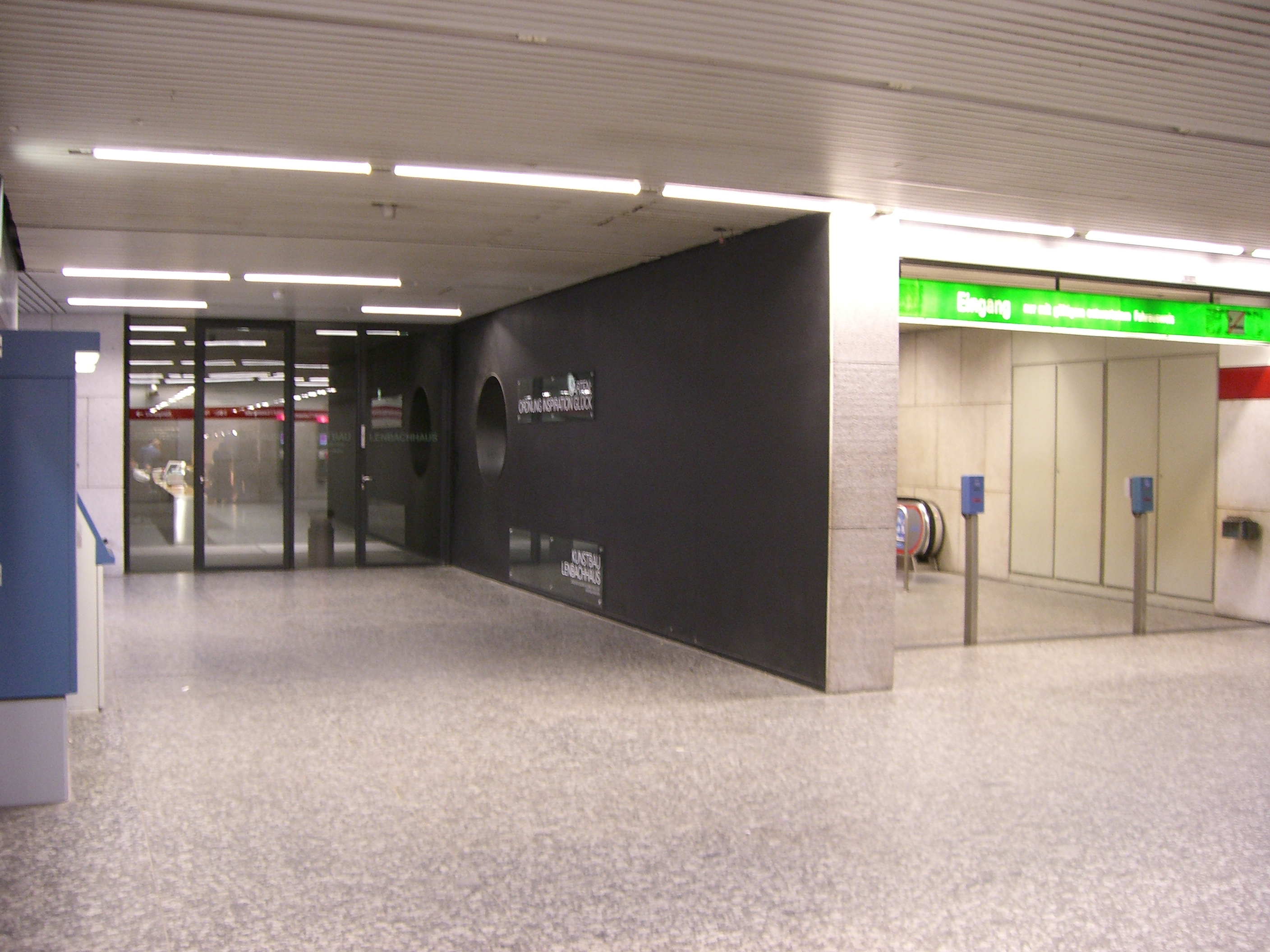
A entrada para o Edifício de arte.

Em 1994 as possibilidades da Galeria da Lenbachhaus viram-se ampliadas com a inauguração do "Edifício da arte". Esta espaçosa superfície de exposições encontra-se numa parte da sobreloja, até então sem usar, da estação do Metro Königsplatz, muito próxima à Lenbachhaus, que será destinada a grandes exposições de intercâmbio, no seu maior parte de arte moderna ou contemporânea.
Com a construção da estação de Metro, a bastante profundidade, ficou sobre a mesma estação um espaço vazio das mesmas dimensões. Tinha 110 metros de comprimento, era ligeiramente curvado e estava dividido em dois espaços separados por uma fileira de elementos de sustentação. De 1992 a 1994 o estudo de arquitetura Kiessler + Partner (München), por encomenda da capital do estado federado, converteu-se numa dependência da Lenbachhaus. Os lados que antes apareciam fechados, contam agora com grandes vitrinas para as escadas automáticas da estação do Metro. Os visitantes podiam passar da sobreloja da estação para o átrio do "Edifício da arte" e dali por uma rampa descendente aos espaços de exposição. 
Existe também um espaço para montagens multimídia.

## Kubus
Em meados de 2005 no Petuelpark foi inaugurado o Kubus da Lenbachhaus. O Kubus apresenta exposições trimestrais de artistas contemporâneos. Além disso, uma vez ao mês expõe-se dentro da série "Segundas-Feiras em Petula Park", arte contemporânea no Café Ludwig, no piso superior do Kubus.